# Arne Hoffmann
Arne Hoffmann (ur. 12 maja 1969 w Wiesbaden) – niemiecki publicysta, pisarz i działacz na rzecz praw mężczyzn. 
Pod pseudonimem Cagliostro publikował opowiadania o tematyce erotycznej (BDSM). Mieszka w Heidenrod.

## Publikacje
- Winterdämmerung. NEPA-Verlag, 2012
- Rettet unsere Söhne. Wie den Jungs die Zukunft verbaut wird und was wir dagegen tun können. Pendo Verlag, 2009, ISBN 978-3-86612-227-7
- Männerbeben. Lichtschlag Verlag, 2007, ISBN 3-939562-03-3
- Unberührt. Menschen ohne Beziehungserfahrung – Wege zu erfüllter Liebe und Sexualität. Kreuz 2006, ISBN 3-7831-2705-X
- Warum Hohmann geht und Friedman bleibt. Antisemitismusdebatten in Deutschland von Möllemann bis Walser. Edition Antaios, Schnellroda 2005, ISBN 3-935063-26-1
- Das Lexikon der Tabubrüche. Schwarzkopf & Schwarzkopf Verlag, Berlin 2003, ISBN 3-89602-517-1
- Sind Frauen bessere Menschen? Plädoyer für einen selbstbewussten Mann. Schwarzkopf & Schwarzkopf, 2001, ISBN 3-89602-382-9
- Das Lexikon des Sadomasochismus. Der Inside-Führer zur dunklen Erotik: Praktiken und Instrumente, Personen und Institutionen, Literatur und Film, Politik und Philosophie. Schwarzkopf & Schwarzkopf, 2000, ISBN 3-89602-290-3
- Politische Korrektheit in Deutschland – Zwischen Sprachzensur und Minderheitenschutz. Tectum, 1996, ISBN 3-89608-117-9